# Jegłownik
Jegłownik (niem. Fichthorst) – wieś w Polsce, położona w województwie warmińsko-mazurskim, w powiecie elbląskim, w gminie Gronowo Elbląskie, na obszarze Żuław Elbląskich, przy trasie drogi krajowej nr 22.

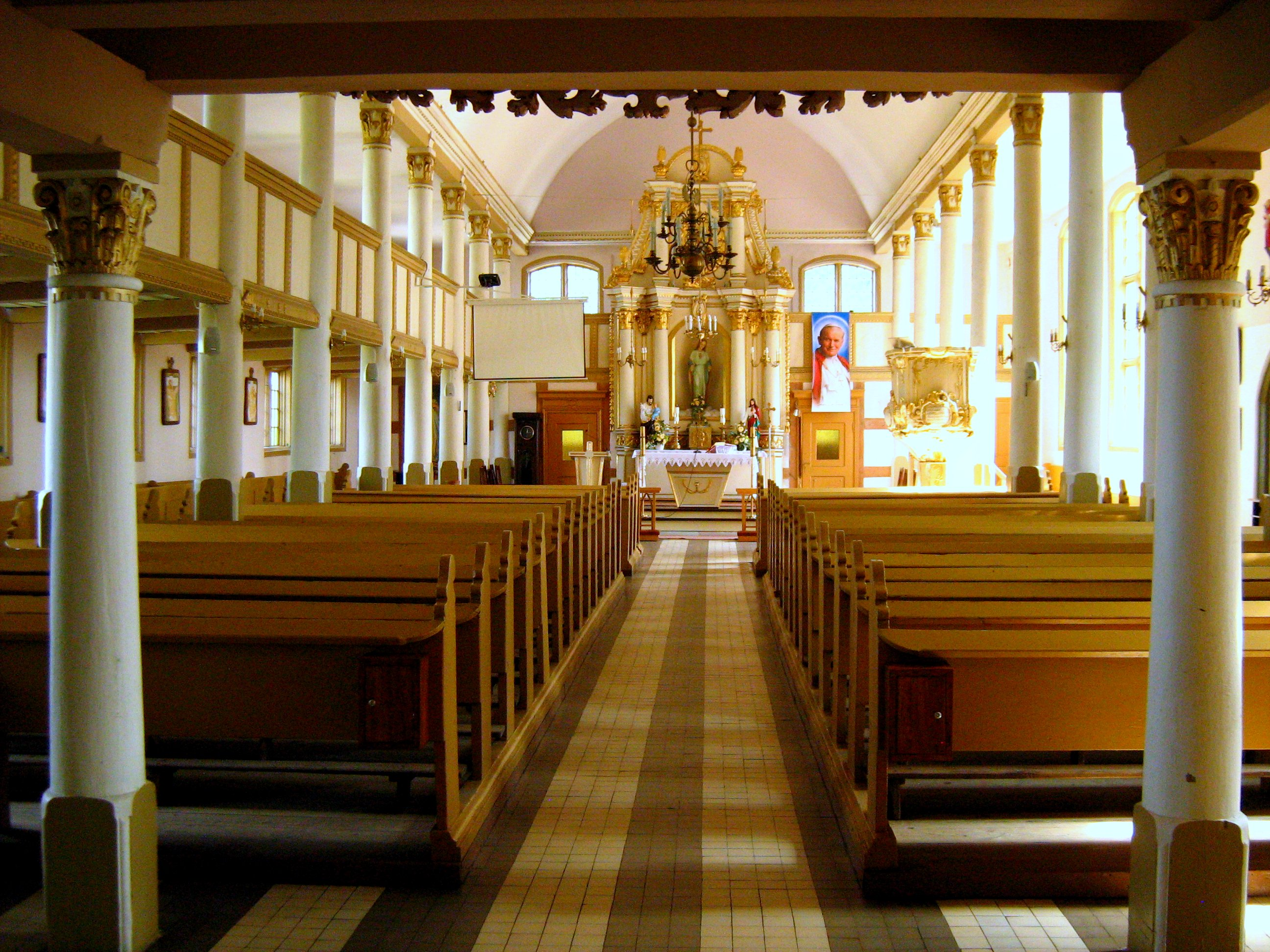
Wnętrze kościoła w Jegłowniku

Wieś okręgu sędziego ziemskiego Elbląga w XVII i XVIII wieku. W latach 1945–1954 wieś była siedzibą gminy Jegłownik. W latach 1954–1972 wieś należała i była siedzibą władz gromady Jegłownik. W latach 1975–1998 wieś należała administracyjnie do województwa elbląskiego.

## Nazwa
12 listopada 1946 r. nadano miejscowości polską nazwę Jeglownik. Do 1945 wieś dzieliła się na 3 osady: Fichthorst, Neukirch i Friedrichsberg. W pierwszej z nich istniała szkoła z 1880r., w drugiej - gospoda Paulusa (wcześniej mieszcząca dom handlowy Johanna Sawatzkiego ze sklepem kolonialnym, barem piwnym i winiarnią), piekarnia Alberta Naporry oraz willa Otto (obecna przychodnia zdrowia).

## Integralne części wsi
| SIMC    | Nazwa    | Rodzaj     |
| ------- | -------- | ---------- |
| 1045080 | Mechnica | przysiółek |

## Zabytki
- neogotycki kościół MBNP z 1804 roku z wieżą z końca XIX wieku, powstały w miejscu dawnego kościoła ewangelickiego, z wyposażeniem z XVII i XVIII w. Na przykościelnym cmentarzu z XIX wieku odrestaurowano kilka wartościowych nagrobków[9].
- torfowisko w pobliżu Żuławskiej Góry